# Zapotèque de Chichicapan
Le zapotèque de Chichicapan (ou zapotèque de San Baltazar Chichicapan, zapotèque d'Ocotlán de l'Est) est une variété de la langue zapotèque parlée dans l'État de Oaxaca, au Mexique.

## Localisation géographique
Le zapotèque de Chichicapan est parlé dans l'État de Oaxaca, au Mexique,.

## Intelligibilité avec les variétés du zapotèque
Les locuteurs du zapotèque de Chichicapan ont une intelligibilité de 59 % du zapotèque d'Ocotlán (le plus similaire).

## Utilisation
En 2005, le zapotèque de Chichicapan est utilisé par 2 720 personnes, pour la plupart adultes, certains parlant également notamment l'espagnol. Le taux d'alphabétisation est de moins de 5 % pour les personnes ayant appris cette langue comme langue maternelle et de 35 à 50 % comme langue seconde.